# El Greco (film 2007)
El Greco è un film del 2007 diretto da Yannis Smaragdis e basato sulla vita del pittore greco El Greco.